# 9417 Jujiishii
9417 Jujiishii eller 1995 WU är en asteroid i huvudbältet som upptäcktes den 17 november 1995 av den japanska astronomen Takao Kobayashi vid Ōizumi-observatoriet. Den är uppkallad efter Juji Ishii.
Asteroiden har en diameter på ungefär 8 kilometer.